# Flaga Czarnogóry
Flaga Czarnogóry – jeden z symboli państwowych Czarnogóry. 

## Wygląd i symbolika
Flaga to czerwony prostokąt w złotej ramce. Na środku znajduje się godło państwowe Czarnogóry.
Godło złożone jest z dwugłowego orła w koronie z tarczą pośrodku, trzymającego jabłko królewskie oraz berło. Na tarczy znajduje się lew, symbol dynastii Njegoš, dawniej panującej w Czarnogórze.

## Historia
Niepodległość czarnogórska została uznana w roku 1878, w tym samym roku Czarnogóra przyjęła jako flagę państwową flagę, której ówcześnie używała Serbia. Barwy pansłowiańskie zostały zapożyczone z flagi używanej przez Rosję. Kiedy nowo powstałe państwo uzyskało marynarkę wojenną, na fladze pojawiły się symbole księcia (później króla). Po I wojnie światowej Czarnogóra została częścią Królestwa Serbów, Chorwatów i Słoweńców (nazwa została później zmieniona na Jugosławię), Czarnogórcy nie mieli własnej flagi, używano flagi państwowej. W trakcie II wojny światowej Czarnogóra, de iure niepodległa, była okupowana przez Włochy, od lipca 1941 do października 1943 znowu zaczęto wywieszać flagi czerwono-niebiesko-białe.
Po wojnie Jugosławia została federacją, a republiki wchodzące w jej skład uzyskały prawo do posiadania własnych flag. Socjalistyczna Republika Czarnogóry w latach 1946–1993 używała flagi czerwono-niebiesko-białej, na środku której umieszczona była czerwona gwiazda z żółtym konturem. Czarnogóra pozostała w składzie federacji razem z Serbią nawet po odłączeniu się innych republik, państwo to było znane jako Serbia i Czarnogóra.
13 lipca 2004 roku Czarnogóra przyjęła nową flagę, bazowaną na starych flagach królewskich. Z dniem odzyskania niepodległości została flagą państwową i jest w użyciu do dziś.

## Historyczne flagi Czarnogóry

Biskupstwo Czarnogóry (do 1852)
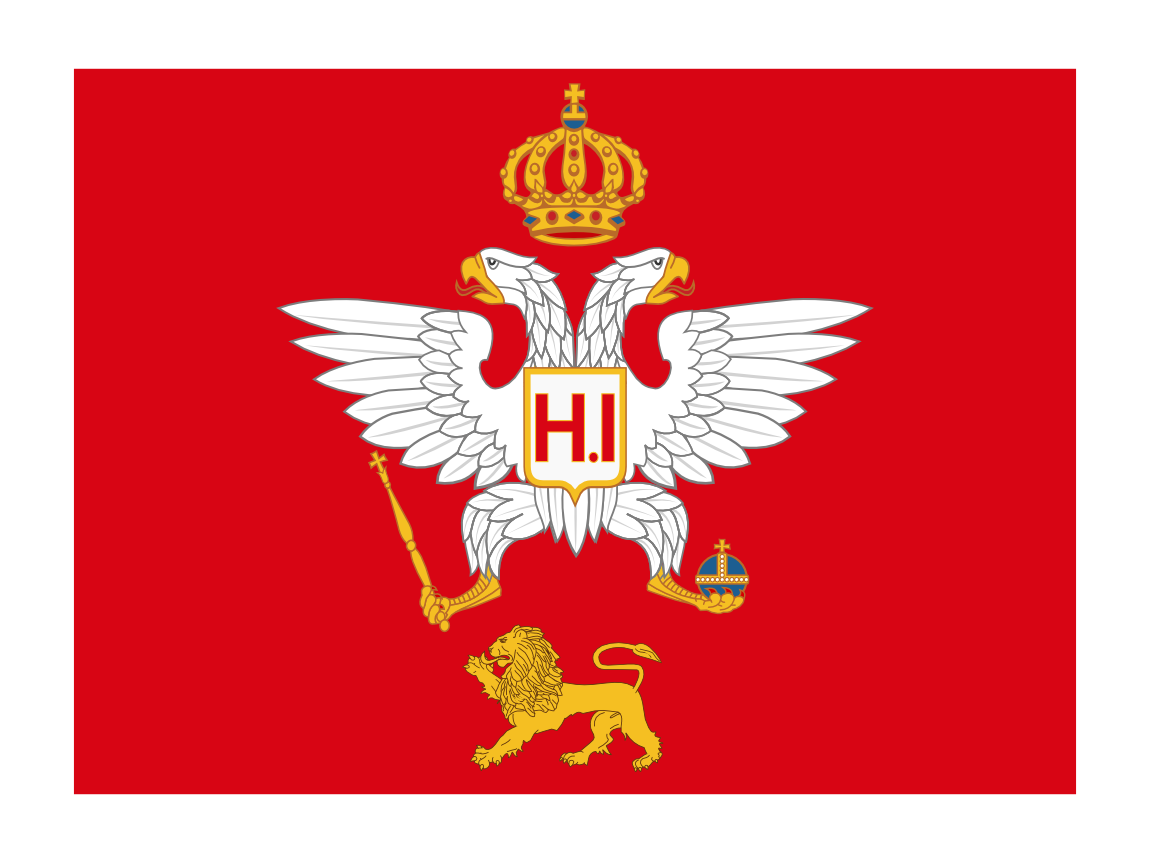
Flaga w latach 1852–1876 (wyłącznie w użyciu wojskowym i ceremoniale dworskim)
Flaga w latach 1876–1910 (uniwersalna)
Flaga Królestwa Czarnogóry (1910–1918)
Flaga Królestwa Jugosławii 1918–1941
1905–1918, 1941–1944
Flaga Jugosławii 1943–1945
Flaga Socjalistycznej Republiki Czarnogóry (1946–1992)
Flaga Jugosławii 1945–1992
Flaga Jugosławii 1992–2003 oraz flaga Serbii i Czarnogóry 2003–2006
Flaga z lat 1993–2006, gdy Czarnogóra była częścią państwa federacyjnego Serbia i Czarnogóra